# Wapen van Overbetuwe

Het wapen van Overbetuwe is het wapen van de gemeente Overbetuwe. Het is een gedeeld wapen dat de voormalige gemeenten Hemmen, Elst en Heteren symboliseert. De beschrijving luidt:
"Gedeeld; I geschaakt van azuur en goud in tien rijen, elk van vier vakken, en een vrijkwartier van hermelijn, dat drie rijen blokken, elk van twee vakken, bedekt; II in goud een burcht van keel, geopend en verlicht van het veld; in een hartschild van goud een boot van sabel, waarin een dakvormige doodkist van natuurlijke kleur met een kruis van sabel op het deksel, drijvende op een stromend water, golvend gedwarsbalkt van vijf stukken, azuur en zilver. Het schild gedekt met een gouden kroon van drie bladeren en twee parels."

## Geschiedenis
Op 1 januari 2001 werden de voormalige gemeenten Elst, Heteren en Valburg samengevoegd. Er moest dus een gemeentewapen worden ontworpen voor de nieuwe gemeente. De drie gemeenten moesten vertegenwoordigd worden op het wapen. Op de (heraldisch) rechterhelft staat een blauw-geel schaakveld met een vrijkwartier in hermelijn. Dit is het wapen van de voormalige gemeente Hemmen. Hemmen maakte tot 2001 deel uit van de voormalige gemeente Valburg. De (heraldisch) linkerhelft verwijst naar verdwenen kastelen in Heteren, de Nijburg en de Roode Toren. Het hartschild bestaat uit het wapen van Elst, echter zonder de Gelderse leeuw en het kruis van Sticht Utrecht. Het wapen werd verleend bij Koninklijk Besluit op 28 november 2001.

## Verwante wapens

Wapen van Hemmen
Wapen van Elst
Wapen van Heteren